# معركة سولنت
معركة سولنت هي معركة بحرية وقعت يومي 18 و 19 يوليو عام 1545 م بكونها جزءا من الحروب الإيطالية بين أسطول فرانسوا الأول ملك فرنسا وهنري الثامن ملك إنجلترا، في منطقة سولنت بين هامبشاير وجزيرة وايت. كانت الموقعة غير حاسمة، ومن أبرز أحداثها غرق سفينة القرقور الإنجليزية ماري روز .

## الوصف
في عام 1545 م، غزا فرانسيس ملك فرنسا إنجلترا بجيش قوامه 30,000 جندي يستقلون أكثر من 200 سفينة. وقد وقف ضد هذه الأسطول، - الذي كان أكبر من الأسطول الإسباني الذي كان بعد43 عامًا - الأسطول الإنجليزي الذي كات يتألف من حوالي 12000 جندي و 80 سفينة.
بدأت الحملة الفرنسية بشكل كارثي، إذ قضى الرائد كاراكون في 6 يوليو في حريق، بينما كان في مرسى على نهر السين. نقل الأدميرال كلود دانيبول علمه إلى السفينة لا ميستريزوالتي تعطلت عندما أبحر الأسطول. غير أن الفرنسيين وصلوا سولنت وأنزلوا قواتهم على جزيرة وايت.
في 18 يوليو، خرج الإنجليز من بورتسموث وواجهوا الفرنسيين، ولم يحدث أي ضرر كبير في أي من الجانبين. كانت لا ميتريس على وشك الغرق بسبب الأضرار التي كانت قد لحقت بها في وقت سابق، ولكن على الرغم من أن القائد دانيبو اضطر إلى تغيير سفينة القيادة مرة أخرى، فقد أُنقذت لا ميتريس.
في ليلة 18 يوليو، تناول الملك هنري الثامن العشاء على متن السفينة هنري جريس ديو، سفينة القيادة للأدميرال جون دادلي .
كان اليوم التالي هادئًا، حيث وظف الفرنسيون قوادسهم ضد السفن الإنجليزية غير النشطة. وقبيل المساء، هبَّ النسيم، وعندما تقدمت سفينة القيادة ماري روز الخاصة بالأميرال جورج كارو، تحطمت وغرقت وقد فقدت في ذلك الحادث جميع أفراد طاقمها باستثناء 35-40 فردا منهم. الأسباب الدقيقة للحادث غير معروفة، ولكن كان يعتقد في ذلك الوقت أن الطاقم قد نسي إغلاق المنافذ السفلية بعد إطلاق النار، لذلك عندما تحركت دخلها الماء وغرقت. يعتقد أحد الشهود في الأسطول الفرنسي أن القوادس الفرنسية قد أغرقتها، على الرغم من أن هذا الادعاء لا تعضده روايات أخرى معاصرة للحادث ولا يوجد دليل مادي على ذلك.<ref>Stirland (2000), pp. 22–23.</ref تلاشت الرياح لاحقًا لكن ليزلي استغل المد والجزر والتيارات المائية ليموضع أسطوله وتعطيل تجمع السفن الفرنسية.

بعد أن اكتمل [[الغزو الفرنسي لجزيرة وايت]]، حاولت القوات المهاجمة تشتيت القوات المدافعة المعادية بالهبوط في عدة مواقع لكنها لم تغامر بالتوغل أو بإعادة تجميع صفوفها. كانت هناك خسائر فادحة في كلا الجانبين في [[معركة بونشيرتش]]. ولقد تراجع الفرنسيون في سانداون على عجل بعد أن فقدوا قادتهم في هجوم على أحد الحصون.  
<sup class="noprint Inline-Template Template-Fact" data-ve-ignore="true" style="white-space:nowrap;">[ بحاجة لمصدر ]
في 22 يوليو ولكونه غير قادر على استعادة خطوط الإمداد، وتعرضت سفينته لتصدعات وغزا المرض طاقمه، فلقد تخلى دانيبول عن فكرة الغزو. أمر القوات الفرنسية بالعودة وغادر مع أسطوله الموقع.
في اليوم التالي، هبط الفرنسيون بقوة تقدر بـ 1500 جندي بالقرب من بلدة سيفورد، على بعد حوالي 40 ميل (64 كـم) إلى الشرق. حاولوا نهب قرية قريبة ولكنهم صُدّوا من قبل الميليشيات المحلية المسلحة بالأقواس الطويلة. عاد بعد ذلك دانيبو إلى فرنسا. [بحاجة لمصدر]